# Dietrich Ratzke
Dietrich Hermann Ratzke (* 30. März 1939 in Danzig; † 28. Januar 2025 in Bad Homburg)
war ein deutscher Journalist.

## Leben
Dietrich Ratzke absolvierte nach der mittleren Reife eine kaufmännische Lehre als Industriekaufmann in Duisburg. Er holte das Abitur auf einem Abendgymnasium in Oberhausen nach und studierte Rechtswissenschaften an der Universität Köln.
Noch während des Studiums begann Dietrich Ratzke als freier Mitarbeiter bei der Neuen Ruhr-Zeitung und später bei der Neuen Rhein-Zeitung journalistisch zu arbeiten.
Dietrich Ratzke war von 1964 bis 1970 Redakteur des Kölner Stadt-Anzeigers und Chefredakteur der kommunalrechtlichen Fachzeitschrift Der Rat. Zwischen 1970 und 1982 war er Chef vom Dienst der Frankfurter Allgemeine Zeitung und von 1982 bis 1995 Generalbevollmächtigter der Frankfurter Allgemeinen Zeitung GmbH. Er leitete den Geschäftsbereich „neue Medien“ und war Mitglied des Verwaltungsrates von RTL-plus, Luxemburg.
In der Zeit von 1987 bis 1995 war er Leiter des Geschäftsbereichs Medienentwicklung und Medienwissenschaften sowie Gründungs-Geschäftsführer der F.A.Z.-eigenen Institut für Medienentwicklung und Kommunikation GmbH. Ratzke war Direktor des Freien Russisch-Deutschen Instituts für Publizistik der Lomonossow-Universität, Moskau und Herausgeber der Zeitschrift Medien-Kritik.
Er war Professor der Journalistischen Fakultät an der Staatlichen Lomonossow-Universität Moskau und erhielt seit 1980 Lehraufträge an den Universitäten Gießen, Siegen, Bochum, Halle, TH Clausthal-Zellerfeld, Riga/Lettland, Vilnius/Litauen, Tartu/Estland sowie an der Führungsakademie der Deutschen Bundespost.
Dietrich Ratzke war Gründungsmitglied des „Münchener Kreises – Supranationale Vereinigung für Kommunikationsforschung“, München. Als Sachverständiger gehörte er der Enquête-Kommission des Deutschen Bundestages „Neue Informations- und Kommunikationstechniken“ an und war gewähltes Vollmitglied der Internationalen Akademie für Information, Moskau.
Dietrich Ratzke war seit 1965 verheiratet und hat zwei Kinder. Er wohnte in Wehrheim im Taunus.

## Publikationen (Auswahl)

### Monographien
- Netzwerk der Macht, Die Neuen Medien. Frankfurt am Main 1975
- Handbuch der Neuen Medien, Stuttgart 1982 und 1986
- Lexikon der Medien – Elektronische Medien Bd.1. Frankfurt am Main. 4. Auflage 1994
- Dieterchens Weg: Persönliche Episoden aus erlebter Zeitgeschichte, 2. Auflage 2021, ISBN 978-3-7549-2730-4.

### Herausgeber der Buchreihen
- Medienkritische Reihe, IMK Frankfurt am Main
- Kommunikation heute und morgen, IMK Frankfurt Medienwissenschaftliche Reihe, IMK Frankfurt

### Zeitungsartikel
- Steht der große Bruder schon vor der Tür? in: Frankfurter Allgemeine Zeitung vom 10. Juli 1974 (ausgezeichnet mit dem Theodor Wolff-Preis "für hervorragende journalistische Leistungen")

## Auszeichnungen
- Theodor-Wolff-Preis (1975)
- Bundesverdienstkreuz am Bande[3] (1989)
- Bundesverdienstkreuz 1. Klasse (2005)